# Sé (Braga)
Sé ist eine ehemalige Gemeinde (Freguesia) im Norden Portugals.
Sé gehörte zum Kreis und zum Stadtkern von Braga im gleichnamigen Distrikt Braga. Die Gemeinde hatte eine Fläche von 0,37 km² und 3345 Einwohner (Stand 30. Juni 2011). Wichtigstes und namensgebendes Bauwerk ist die Kathedrale von Braga (Sè de Braga).
Am 29. September 2013 wurden die Gemeinden Braga (Sé), Braga (Cividade) und Braga (Maximinos) zur neuen Gemeinde União das Freguesias de Braga (Maximinos, Sé e Cividade) zusammengeschlossen.

## Bauwerke
- Cruzeiro do Campo das Hortas
- Arco da Porta Nova
- Kathedrale von Braga
- Igreja da Misericórdia de Braga
- Paço Episcopal Bracarense
- Pelourinho de Braga
- Ruínas romanas das Carvalheiras
- Casa Grande oder Casa dos Cunha Reis
- Casa Pimentel
- Palácio dos Biscaínhos
- Edifício da Câmara Municipal de Braga
- Casa de Santa Cruz do Igo